# كلاي إيفانز
كلاي إيفانز (بالفرنسية: Clay Evans)‏ (و. 1953  م) هو سباح كندي، ولد في كولومبيا، شارك في الألعاب الأولمبية الصيفية 1976، والألعاب الأولمبية الصيفية 1972، وسباحة في الألعاب الأولمبية الصيفية 1976 – رجال 4 × 100 متر تتابع متنوع ‏.

## التعليم
تعلم في جامعة كاليفورنيا، لوس أنجلوس.

## روابط خارجية
- كلاي إيفانز على موقع الاتحاد الدولي للسباحة (الإنجليزية)
- كلاي إيفانز على موقع اللجنة الأولمبية الدولية (الإنجليزية)
- كلاي إيفانز على موقع أوليمبيديا (الإنجليزية)
- كلاي إيفانز على موقع اللجنة الأولمبية الكندية (الإنجليزية)